# Isabella Ragonese
Isabella Ragonese est une actrice italienne née le 19 mai 1981 à Palerme (Italie).

## Biographie

### Débuts
En 2000 elle obtient un diplôme  de récitation près la ScuolaTeatès  di Palermo (directeur Michele Perriera). Actrice et auteure de théâtre, Isabella Ragonese a écrit, dirigé et interprété plusieurs de ses pièces, comme Che male vi fo et Bestino.
Vainqueure de concours pour artistes émergents, parmi lesquels en 1998 le premier prix du concours national INDA (Istituto Nazionale Dramma Antico) avec un bref essai sur la figure d'Écube dans la tragédie euripidienne.

### Carrière
Son premier film est Nuovomondo d'Emanuele Crialese en 2006.
Après avoir participé aufilm indépendant Detesto l'elettronica stop de Cosimo Messeri, elle obtient ensuite le rôle de Marta, la protagoniste précaire fraîchement diplômée en philosophie théorique dans le film de Paolo Virzì Tutta la vita davanti, qui lui vaut une candidature aux Rubans d'argent 2008 comme Ruban d'argent de la meilleure actrice. En juillet 2008, elle est primée à Parmes du trophée "Maurizio Schiaretti", reconnaissance dédiée aux acteurs émergents du cinéma italien.

## Filmographie
- 2006 : Golden Door (Nuovomondo) : Rosa Napolitano
- 2008 : Detesto l'elettronica stop : Margherita
- 2008 : Tutta la vita davanti de Paolo Virzì : Marta
- 2008 : Il cosmo sul comò : vendeuse du magasin d'animaux (segment L'autobus del peccato)
- 2009 : Dix hivers à Venise (Dieci inverni) : Camilla
- 2009 : Viola di mare : Sara
- 2009 : Oggi sposi : Chiara
- 2009 : Aspettando Godard : Sonia
- 2010 : La nostra vita de Daniele Luchetti
- 2014 : La sedia della felicità de Carlo Mazzacurati
- 2017 : Le Père d'Italia (Il padre d'Italia) de Fabio Mollo